# Saint Michel d'Ouenzé
Saint Michel d'Ouenzé is een Congolese voetbalclub uit de hoofdstad Brazzaville. Saint Michel d'Ouenzé komt uit in de Premier League, de nationale voetbalcompetitie van Congo-Brazzaville. De club won in de geschiedenis al 2 titels, waarvan de laatste in 2010 werd gevierd. Ze spelen hun thuiswedstrijden in het Stade Alphonse Massemba-Débat, dat plaats biedt aan zo'n 25.000 toeschouwers.

## Palmares
- Landskampioen

2003, 2010